# 马亚讷
马亚讷（法語：Maillane，法語發音：[majan]）是法国罗讷河口省的一个市镇，属于阿尔勒区。

## 地理
马亚讷（43°49'58"N, 4°46'55"E）面积16.77 平方千米，位于法国普罗旺斯-阿尔卑斯-蓝色海岸大区罗讷河口省，该省份为法国东南部沿海省份，北起沃克吕兹省，西接加尔省，南濒地中海，东临瓦尔省。
与马亚讷接壤的市镇（或旧市镇、城区）包括：埃拉格、格拉沃松、圣艾蒂安迪格雷斯、普罗旺斯地区圣雷米。

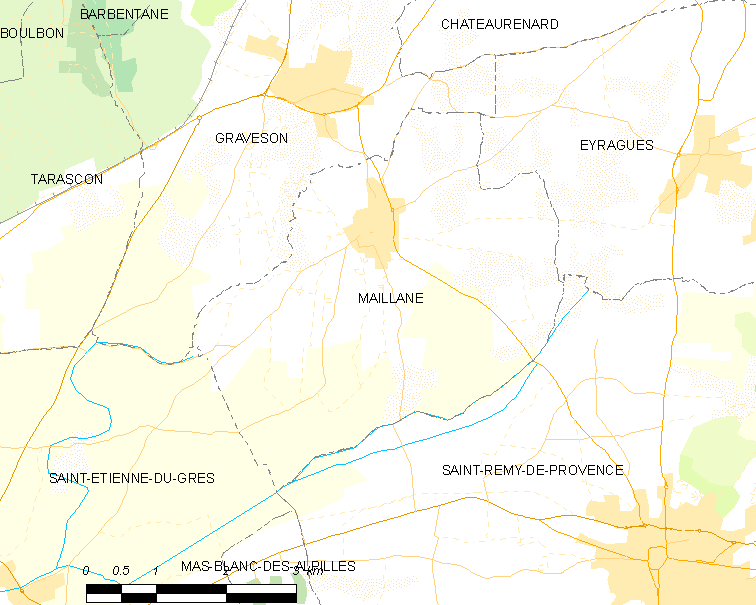
马亚讷的OSM定位图

马亚讷的时区为UTC+01:00、UTC+02:00（夏令时）。

## 行政
马亚讷的邮政编码为13910，INSEE市镇编码为13052。

## 政治
马亚讷所属的省级选区为沙托勒纳尔县。

## 人口

1962-2008年间马亚讷人口变化图示

马亚讷于2022年1月1日时的人口数量为2779人。